# Dirk Hayhurst
Dirk Von Hayhurst (* 24. März 1981 in Canton, Ohio) ist ein US-amerikanischer Baseballspieler, der durch seine gleichzeitige Tätigkeit als Autor in Printmedien und im Internet bekannt wurde.

## Baseballkarriere
Hayhurst spielte in den Jahren 2000–2003 College-Baseball an der Kent State University.
2003 wurde Hayhurst in der achten Runde des MLB Drafts von den San Diego Padres gewählt. Er feierte am 23. August 2008 mit den Padres im Alter von 27 Jahren sein MLB-Debüt gegen die San Francisco Giants. 2009 pitchte Hayhurst 15 Spiele für die Toronto Blue Jays.

## Schriftsteller
2007 begann Hayhurst, für das Magazin Baseball America seine Kolumne Non-Prospect Diaries zu schreiben, in der er das Leben in den Profiligen unterhalb des Oberhauses der MLB beschreibt. Schnell wurden die Non-Prospect Diaries beliebt und 2010 veröffentlichte Hayhurst sein erstes Buch, The Bullpen Gospels, das seine Saison 2007 in der Minor League beschreibt. Das Buch wurde ein New-York-Times-Bestseller und sehr positiv rezensiert.

## Werke (Auswahl)
- Bigger Than the Game. Roman. Citadel Pr, New York, NY  2014, ISBN 978-0-8065-3487-9.
- The Bullpen Gospels:  Roman. Citadel Pr, New York, NY 2010, ISBN 978-0-8065-3143-4.